# 米歇尔·多尔纳诺球场
米歇尔·多尔纳诺球场（法語：Stade Michel d'Ornano）是一个位于法国卡昂的多用途体育场，目前是法国甲级足球联赛球队卡昂足球俱乐部的主场，以前下诺曼底大区委员会主席米歇尔·多尔纳诺命名。